# Siphunculina ornatifrons
Siphunculina ornatifrons är en tvåvingeart som först beskrevs av Friedrich Hermann Loew 1858.  Siphunculina ornatifrons ingår i släktet Siphunculina och familjen fritflugor. Inga underarter finns listade i Catalogue of Life.